# Mark Eydelshteyn
Mark Aleksándrovich Eýdelshteyn (Nizhni Nóvgorod, 18 de febrero de 2002) es un actor ruso. Tras protagonizar la película de iniciación The Land of Sasha (2022), obtuvo reconocimiento internacional por su papel en el filme estadounidense Anora (2024).

## Biografía
Eýdelshteyn nació el 18 de febrero de 2002 en Nizhni Nóvgorod, Rusia. Tiene un hermano menor, Matvéi Eýdelshteyn y es de ascendencia judía. Su madre, Olesya Valérievna Eýdelshteyn, trabaja como profesora de expresión escénica en la Escuela de Teatro de Nizhni Nóvgorod, que lleva el nombre de Yevgueni Yevstignéyev. Allí, Eýdelshteyn solía saltarse las clases con frecuencia.
En 2018, superó la selección regional para el concurso Clásicos vivientes de jóvenes lectores y llegó a la final nacional, celebrada en Artek. Allí conoció a Tarás Belousov, decano del departamento de actuación del Instituto Ruso de Arte Teatral, quien le aconsejó terminar la escuela lo antes posible e ingresar en una universidad de teatro. Siguiendo su recomendación, se graduó en 2019 en la escuela de su madre e ingresó en la Escuela-Estudio del Teatro de Arte de Moscú, donde finalizó sus estudios en 2023.

## Carrera
Saltó a la fama tras interpretar el papel principal en la película La tierra de Sasha, que tuvo su estreno mundial en febrero de 2022 en la 72.ª edición del Festival Internacional de Cine de Berlín. Ha sido apodado por algunos periodistas como el «Timothée Chalamet ruso». Es conocido principalmente por protagonizar la película estadounidense Anora (2024), de Sean Baker, ganadora de la Palma de Oro. En diciembre de 2024, fue elegido para la segunda temporada de la serie de espionaje estadounidense Mr. & Mrs. Smith, de Amazon Prime Video.